# Hélène Holzman
Pour les articles homonymes, voir Holzman.
Hélène Holzman (lituanien: Elena Holcmanienė), née le 30 août 1891 à Iéna et décédée le 25 août 1968 à Giessen, est une artiste peintre allemande. Elle a également occasionnellement travaillé comme libraire, enseignante et traductrice. Ses récits qui retracent les années 1941 à 1944 en Lituanie occupée par les Allemands sont publiés après sa mort sous le titre Dies Kind soll leben (Cet enfant vivra). Elle est reconnue juste parmi les nations.

## Biographie
Hélène Holzmann vit à  Kaunas avec son mari Max d'origine juive et leurs deux filles. Son mari est victime du pogrom lors de l'invasion allemande en 1941. Sa fille aînée, Marie, est plus tard fusillée, comme pacifiste.
Des quelque 40 000 juifs qui vivaient avant la Seconde Guerre mondiale à Kaunas, seuls environ 2 000 ont survécu.  Les récits d'Hélène Holzman commencent avec l'invasion de la Lituanie par la Wehrmacht fin juin 1941 au cours de l'opération Barbarossa. Immédiatement après les Einstazkommando, commandos meurtriers de la SS, protégés par les nationalistes lituaniens se mettent en action et pourchassé les juifs de Kaunas qui sont emmenés au Septième fort en dehors de la ville, et aussitôt fusillés.
Hélène Holzman décrit la façon selon laquelle s'est opéré le partage des tâches entre les volontaires lituaniens, la police allemande et la Wehrmacht. À beaucoup d'endroits, des scènes de meurtre ont été photographiées par des Allemands. Sur ces photos, on a veillé à ce que seuls les meurtriers lituaniens soient identifiables. Vers la fin 1941 presque tous les juifs des régions rurales de la Lituanie ont été tués. Dans quelques villes, dont Kaunas, subsistent des ghettos comme le ghetto de Kaunas, pour exploiter les travailleurs juifs avant de les exterminer. À l'automne 1943, le ghetto de Vilnius est évacué : les résidents survivants sont déportés dans les camps de concentration, comme celui de Kauen (auparavant ghetto Slobodka). Fin mars 1944 la plupart des enfants et des  personnes âgées en sont transportés dans une action surprise des SS et des « volontaires ukrainiens ». Quand l'Armée rouge se rapproche début juillet 1944, le camp de concentration de Kaunas est évacué. Les juifs sont déportés vers l'ouest - les hommes surtout à Dachau, les femmes au camp du Stutthof près de Gdansk.
Les unités SS brûlent le ghetto maison par maison. Les hommes cachés dans des souterrains meurent étouffés. Ceux qui tentent de sortir sont tués. « Lorsqu'après l'entrée des Russes, nous sommes allés dans les décombres, les cadavres gisaient dans les débris des maisons brûlées. L'odeur de la décomposition des corps se faisait sentir à des kilomètres dans la chaleur de l'été. »
Pendant onze mois en 1944, après le départ des Allemands, Hélène Holzman a décrit ce qui était arrivé. Il s'agit de trois cahiers écrits au crayon qu'Hélène n'a jamais montrés à sa fille de son vivant. Cette enfant vivra (il s'agit donc de Margarete) a été publié seulement après le décès de l'auteure puis traduit en de nombreuses langues.

## Honneurs
- En 1999, Hélène Holzman (à titre posthume)  et sa fille Margarete ont été décorées de la croix d'honneur par le chef de l'État lituanien Valdas Adamkus pour avoir sauvé des vies.
- Hélène Holzman a reçu à titre posthume en 2000 le prix frère et sœur Scholl.
- Hélène Holzman, Lidija Goluboviene, Natalija Fugaleviciute, Fritz et Maria Briel, Emilie Busch, Hanni Ganzer, Hedwig Gehrke, Meta Kamp-Steinmann, Karin Morgenstern, Änne Schmitz, Grete Ströter ainsi que Constantin Karadja ont été en 2005, à titre posthume, élevés au rang de Juste parmi les nations par le mémorial de Yad Vashem à Jérusalem[1].

## Œuvre
- (de)"Dies Kind soll leben" : les récits d'Hélène Holzman, 1941-1944  publié par Reinhard Kaiser et Margarete Holzman. Francfort sur le Main : Schöffling & Co., 2000. 384 pages  (ISBN 3-89561-062-3). édition brochée: 373 pages, Édition List Tb. 2001.  (ISBN 3-548-60137-5).

- Cet enfant vivra (Trois cahiers 1941-1944), traduit de l'allemand par Elena Balzano, Actes Sud/Solin, 316 pages. (ISBN 2-7427-3941-6)

- (de) 2 CD audio : Les Dessins d'Hélène Holzman 1941-1944 et les voix des survivants. 2000. ASIN 3895610631.